# Maléfices (film)
Pour les articles homonymes, voir Maléfices (homonymie).
Pour plus de détails, voir Fiche technique et Distribution.
Maléfices est un film français réalisé par Henri Decoin et sorti en 1962.

## Synopsis
François, vétérinaire près de Noirmoutier, est appelé pour soigner un guépard. Là, il rencontre Myriam, une magicienne, qui souffre du mal du pays. Grâce à une statuette ensorcelée, elle tente de garder le séduisant jeune homme auprès d'elle.

## Fiche Technique
- Titre original : Maléfices
- Réalisation : Henri Decoin
- Scénario : Henri Decoin, Claude Accursi et Albert Husson d'après le roman éponyme de Pierre Boileau et Thomas Narcejac (Éditions Denoël, Paris, 1961)
- Dialoguiste : Albert Husson
- Musique : Pierre Henry
- Photographie : Marcel Grignon
- Photographe de plateau : Raymond Voinquel
- Son : Robert Teisseire
- Décors : Paul-Louis Boutié
- Montage : Robert Isnardon
- Pays d'origine :  France
- Directeurs de production : Irénée Leriche, Robert Sussfeld
- Sociétés de production : Marianne Production (Paris), SNEG (Société Nouvelle des Etablissements Gaumont, Paris),
- Le DVD Gaumont renseigne que le film est produit e.a. par Gaumont et distribué par Paramount
- Format : Noir et blanc — 2.35:1 Dyaliscope — Son monophonique — 35 mm
- Genre : Thriller fantastique
- Durée : 83 minutes
- Durée du DVD Gaumont : 100 minutes
- Date de sortie : 
  - France : 14 mars 1962

## Distribution
- Juliette Gréco : Myriam Heller
- Jean-Marc Bory : François Rauchelle
- Liselotte Pulver : Catherine
- Mathé Mansoura : Ronga
- Jacques Dacqmine : le docteur Vial
- Jeanne Pérez : la mère Capitaine
- Georges Chamarat : Malet
- Robert Dalban : le boucher
- Marcel Pérès : Chauvin